# Maesa procumbens
Maesa procumbens är en viveväxtart som beskrevs av T.M.A. Utteridge. Maesa procumbens ingår i släktet Maesa och familjen viveväxter. Inga underarter finns listade i Catalogue of Life.